# Cattedrali in Siria
Questa è una lista delle cattedrali presenti in Siria

## Cattedrali ortodosse
| Cattedrale                                     | Chiesa                              | Arcidiocesi o Diocesi                     | Località | Immagine |
| ---------------------------------------------- | ----------------------------------- | ----------------------------------------- | -------- | -------- |
| Cattedrale dei Quaranta Martiri                | Chiesa apostolica armena            |                                           | Aleppo   |          |
| Cattedrale della Dormizione della Madre di Dio | Chiesa greco-ortodossa di Antiochia | Arcieparchia greco-ortodossa di Damasco   | Damasco  |          |
| Cattedrale greco-ortodossa di Hama             | Chiesa greco-ortodossa di Antiochia | Eparchia greco-ortodossa di Hama          | Hama     |          |
| Cattedrale del Profeta Elia                    | Chiesa ortodossa greca              | Eparchia greco-ortodossa di Aleppo        | Aleppo   |          |
| Cattedrale ortodossa di San Giorgio            | Chiesa ortodossa siriaca            | Arcieparchia siriaca ortodossa di Damasco | Damasco  |          |
| Cattedrale di Sant'Efrem il Siro               | Chiesa ortodossa siriaca            | Arcieparchia siriaca ortodossa di Aleppo  | Aleppo   |          |
| Cattedrale ortodossa di San Giorgio            | Chiesa ortodossa siriaca            | Eparchia siriaca ortodossa di Hassakè     | Hassakè  |          |

## Cattedrali cattoliche
| Cattedrale                                      | Chiesa                          | Arcidiocesi o Diocesi                 | Località  | Immagine      |
| ----------------------------------------------- | ------------------------------- | ------------------------------------- | --------- | ------------- |
| Cattedrale del Bambin Gesù                      | Chiesa latina                   | Vicariato apostolico di Aleppo        | Aleppo    |               |
| Cattedrale di Nostra Signora del Buon Soccorso  | Chiesa armeno-cattolica         | Arcieparchia di Aleppo degli Armeni   | Aleppo    |               |
| Cattedrale di San Giuseppe                      | Chiesa armeno-cattolica         | Eparchia di Kamichlié                 | Kamichlié |               |
| Cattedrale di Santa Maria Regina dell'Universo  | Chiesa armeno-cattolica         | Esarcato patriarcale di Damasco       | Damasco   |               |
| Cattedrale maronita di Damasco                  | Chiesa maronita                 | Arcieparchia di Damasco dei Maroniti  | Damasco   |               |
| Cattedrale di Sant'Elia                         | Chiesa maronita                 | Arcieparchia di Aleppo dei Maroniti   | Aleppo    |               |
| Cattedrale di Nostra Signora di Laodicea        | Chiesa maronita                 | Eparchia di Laodicea                  | Laodicea  |               |
| Cattedrale di San Giuseppe                      | Chiesa cattolica caldea         | Eparchia di Aleppo dei Caldei         | Aleppo    |               |
| Cattedrale di Nostra Signora della Dormizione   | Chiesa cattolica greco-melchita | Patriarcato di Antiochia dei melchiti | Damasco   |               |
| Cattedrale della Dormizione della Vergine Maria | Chiesa cattolica greco-melchita | Arcieparchia di Aleppo dei Melchiti   | Aleppo    |               |
| Cattedrale di Nostra Signora della Dormizione   | Chiesa cattolica greco-melchita | Arcieparchia di Bosra e Hauran        | Khabab    |               |
| Cattedrale di Nostra Signora della Pace         | Chiesa cattolica greco-melchita | Arcieparchia di Homs dei Melchiti     | Homs      |               |
| Cattedrale di Nostra Signora dell'Annunciazione | Chiesa cattolica greco-melchita | Arcieparchia di Laodicea dei Melchiti | Laodicea  |               |
| Cattedrale cattolica siriaca di Damasco         | Chiesa cattolica sira           | Arcieparchia di Damasco dei Siri      | Damasco   |               |
| Cattedrale di Nostra Signora dell'Assunzione    | Chiesa cattolica sira           | Arcieparchia di Aleppo dei Siri       | Aleppo    |               |
| Cattedrale dello Spirito Santo                  | Chiesa cattolica sira           | Arcieparchia di Homs dei Siri         | Homs      | centre\|200px |